# Trần Đại Quang
Trần Đại Quang (født 12. oktober 1956, død 21. september 2018) var præsident i Vietnam indtil sin død den 21. september 2018. Han tiltrådte embedet den 2. april 2016. Quang var fra Hoa-distriktet i Ninh Binh-provinsen i Nordvietnam.
Trần Đại Quang var medlem af Det kommunistiske parti i Vietnam.
Tidligere fungerede han som minister for offentlig sikkerhed fra 2011 til 2016 og næstformand for udvalget for forebyggelse af hiv/aids fra 2011 til 2014. Han var medlem af Vietnams Kommunistiske Partis 12. politbureau, hvor han rangerede som nummer to efter generalsekretær Nguyễn Phú Trọng.
Nationalforsamlingen valgte Quang som præsident den 2. april 2016 med 91 procent af stemmerne.